# Kotraža (Lučani)
Pour les articles homonymes, voir Kotraža.
Kotraža (en serbe cyrillique : Котража) est un village de Serbie situé dans la municipalité de Lučani, district de Moravica. Au recensement de 2011, il comptait 807 habitants.

## Démographie

### Évolution historique de la population
| 1948  | 1953  | 1961  | 1971  | 1981  | 1991 | 2002 | 2011 |
| ----- | ----- | ----- | ----- | ----- | ---- | ---- | ---- |
| 1 053 | 1 130 | 1 174 | 1 113 | 1 048 | 904  | 889  | 807  |

|  |